# Ołeksandra Horbunowa
Ołeksandra Mychajliwna Horbunowa, primo voto Kurasowa, secundo voto Radulović (ukr. Олександра Михайлівна Горбунова-Курасова-Радуловіч; ur. 4 kwietnia 1986 w Berdiańsku) – ukraińska koszykarka występująca na pozycji niskiej skrzydłowej, reprezentantka kraju.

## Osiągnięcia
Na podstawie, o ile nie zaznaczono inaczej.

### Drużynowe
- Mistrzyni:
  - Ukrainy (2002–2005)
  - Węgier (2007, 2008)[3][4]
- Wicemistrzyni:
  - EuroCup (2014)
  - Hiszpanii (2010, 2013)[5]
  - Ukrainy (2011)
  - Węgier (2006, 2012)[6]
- Brązowa medalistka mistrzostw Ukrainy (2019)
- Zdobywczyni pucharu:
  - Hiszpanii (2013)[5]
  - Węgier (2007, 2008, 2012)[6]
- Finalistka pucharu:
  - Hiszpanii (2010)
  - Węgier (2006)
  - Ukrainy (2020, 2021)[7][8]

### Indywidualne
(* – nagrody przyznane przez portal eurobasket.com)
- MVP ligi węgierskiej (2008)*[4]
- Najlepsza*:
  - zawodniczka zagraniczna ligi węgierskiej (2008)[4]
  - skrzydłowa ligi:
    - ukraińskiej (2019)[9]
    - węgierskiej (2008)[4]
- Zaliczona do*:
  - I składu:
    - ligi:
      - ukraińskiej (2019)[9]
      - węgierskiej (2008)[4]

    - zawodniczek zagranicznych ligi węgierskiej (2008, 2012)[4][6]

  - II składu ligi ukraińskiej (2018, 2021)[10][8]
  - honorable mention ligi węgierskiej (2006)[11]
- Uczestniczka meczu gwiazd ligi węgierskiej (2008)[4]
- Liderka w średniej punktów ligi ukraińskiej (2019 – 26,2)[9]

### Reprezentacja

#### Seniorska
- Uczestniczka:
  - mistrzostw Europy (2009 – 13. miejsce, 2013 – 13. miejsce, 2019 – 16. miejsce)[12][13]
  - kwalifikacji do Eurobasketu (2005, 2007, 2009, 2013, 2015)

#### Młodzieżowe
- Uczestniczka:
  - mistrzostw Europy:
    - U–20 (2004 – 5. miejsce, 2005 – 7. miejsce, 2006 – 13. miejsce)[14][15][16]
    - U–18 (2004 – 7. miejsce)[17]

  - kwalifikacji do mistrzostw Europy:
    - U–20 (2004)
    - U–18 (2002, 2004)
    - U–16 (2001)
- MVP Eurobasketu:
  - U–20 (2004, 2005)[18]
  - U–18 (2004)[19]
- Zaliczona do I składu mistrzostw Europy:
  - U–20 (2004, 2005)
  - U–18 (2004)[19]
- Liderka mistrzostw Europy w średniej:
  - punktów:
    - U–20 (2004 – 26,3, 2005 – 25,5, 2006 – 19,6)[20][21][22]
    - U–18 (2004 – 21,4)[23]

  - zbiórek U–20 (2005 – 12,9)[21]